# Proteção ambiental

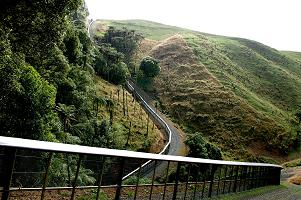
Área de preservação ambiental.

A proteção ambiental pode ser compreendida como a prática de proteger o ambiente natural, nos níveis individual, organizacional ou governamental, tanto em benefício do próprio meio ambiente como dos seres humanos. Devido às pressões causadas pelos aumentos populacionais e de tecnologia, o ambiente biofísico tem sofrido cada vez mais com a degradação, esta por vezes de forma permanente. Isto tem sido reconhecido por parte dos governos que começaram a estabelecer restrições sobre as atividades que causam degradação ambiental. Desde os anos 1960, as atividades dos movimentos ambientalistas vem criarando na sociedade a consciência sobre várias questões ambientais. Não há um consenso sobre a extensão dos impactos ambientais provenientes das atividades humanas e as medidas de proteção estão sujeitas a uma série de desafios, como a falta de fiscalização, conflitos no uso da terra, entre outros, dificultando assim sua implementação.
A proteção do meio ambiente é necessária devido às várias atividades humanas que, utilizam o meio ambiente como fornecedor de insumos para a produção de bens e serviços. A geração de resíduos, a poluição do ar e também a perda de biodiversidade (resultante da introdução de espécies invasoras e da extinção de espécies) são algumas das questões relacionadas a atividades com necessidades de medidas de proteção ambiental.
Diversas conferências internacionais visam a preservação do meio ambiente. As conferências da ECO-92 e a Conferência de Estocolmo, por exemplo, foram duas das mais importantes no âmbito, e estabeleceram muitas das normas internacionais que impactaram nas decisões internas dos governos em questões ambientais.
A proteção ambiental é influenciada por três fatores interligados: legislação ambiental, ética e educação. Cada um desses fatores desempenha o seu papel em influenciar decisões ambientais a nível nacional e os valores e comportamentos ambientais a nível pessoal. Para que a proteção do meio ambiente se torne uma realidade, é importante que as sociedades desenvolvam cada uma dessas áreas que, em conjunto, irão informar e conduzir as decisões ambientais. A legislação ambiental brasileira é considerada uma das mais completas e avançadas do mundo no que diz respeito a proteção ambiental, mesmo que muitos dos aparatos estatais de regulamentação e cumprimento das leis não atuem da forma que deveriam, resultando em processos de extinção de grande parte da biodiversidade do país.